# Sangū-Linie
| Dieseltriebzug auf der Miyagawa-Brücke |                   |                         |                    |
| Streckenlänge: | 29,1 km           |                         |                    |
| Spurweite: | 1067 mm (Kapspur) |                         |                    |
| Streckengeschwindigkeit: | 100 km/h          |                         |                    |
| Zweigleisigkeit: | nein              |                         |                    |
| |                   |                         |                    |
| Gesellschaft: | JR Central        |                         |                    |
| \| \| 0,0 \| Taki (多気) \| 1893– \| \| \| \| Kisei-Hauptlinie \| 1893– \| \| \| \| Daihen Corp. \| \| \| \| 3,3 \| Tokida (外城田) \| 1963– \| \| \| 7,0 \| Tamaru (田丸) \| 1893– \| \| \| \| Tokita-gawa \| \| \| \| 11,0 \| Miyagawa (宮川) \| 1893– \| \| \| \| Kintetsu Ise-Linie \| 1917–1961 \| \| \| \| Miya-gawa \| \| \| \| 13,2 \| Yamada-Kamiguchi \| Yamada-Kamiguchi \| \| \| \| (山田上口) \| 1897– \| \| \| \| ← Shinto-Linie \| 1914–1961 \| \| \| 15,0 \| Iseshi (伊勢市) \| 1897– \| \| \| \| Kintetsu Yamada-Linie \| 1930– \| \| \| \| Depot Ise-Sharyōku \| \| \| \| \| Seta-gawa \| \| \| \| 17,9 \| Isuzugaoka (五十鈴ヶ丘) \| 1963– \| \| \| \| Isuzu-gawa \| \| \| \| 21,4 \| Futaminoura (二見浦) \| 1911– \| \| \| \| \| \| \| \| \| Isuzugawa-hagawa \| \| \| \| 21,4 \| Matsushita (松下) \| 1963– \| \| \| 25,4 \| Ikenoura Seaside \| 1989–2020 \| \| \| \| (池の浦シーサイド) \| 1989– \| \| \| \| Ise-Bucht \| \| \| \| \| Kintetsu Toba-Linie \| 1969– \| \| \| 29,1 \| Toba (鳥羽) \| 1911– \| \| \| \| Kintetsu Shima-Linie \| 1929– \| |                   |                         |                    |
| Bahnhof | 0,0               | Taki (多気)             | 1893–              |
| Abzweig geradeaus und nach rechts |                   | Kisei-Hauptlinie        | 1893–              |
| Abzweig geradeaus und nach links · Betriebsstelle Streckenende und quer |                   | Daihen Corp.            | Daihen Corp.       |
| Haltepunkt / Haltestelle | 3,3               | Tokida (外城田)         | 1963–              |
| Bahnhof | 7,0               | Tamaru (田丸)           | 1893–              |
| Brücke über Wasserlauf |                   | Tokita-gawa             | Tokita-gawa        |
| Bahnhof | 11,0              | Miyagawa (宮川)         | 1893–              |
| Strecke von links (außer Betrieb) · Kreuzung geradeaus unten (Querstrecke außer Betrieb) |                   | Kintetsu Ise-Linie      | 1917–1961          |
| Brücke über Wasserlauf (Strecke außer Betrieb) · Brücke über Wasserlauf |                   | Miya-gawa               | Miya-gawa          |
| Strecke (außer Betrieb) · Bahnhof | 13,2              | Yamada-Kamiguchi        | Yamada-Kamiguchi   |
| Strecke |                   | (山田上口)              | 1897–              |
| Strecke · Strecke von halblinks |                   | ← Shinto-Linie          | 1914–1961          |
| U-Bahn-Kopfbahnhof Streckenende und quer (Strecke außer Betrieb) | 15,0              | Iseshi (伊勢市)         | 1897–              |
| Kreuzung geradeaus unten · Strecke nach rechts |                   | Kintetsu Yamada-Linie   | 1930–              |
| ehemalige Blockstelle |                   | Depot Ise-Sharyōku      | Depot Ise-Sharyōku |
| Brücke über Wasserlauf |                   | Seta-gawa               | Seta-gawa          |
| Haltepunkt / Haltestelle | 17,9              | Isuzugaoka (五十鈴ヶ丘) | 1963–              |
| Brücke über Wasserlauf |                   | Isuzu-gawa              | Isuzu-gawa         |
| Bahnhof | 21,4              | Futaminoura (二見浦)    | 1911–              |
| Tunnel |                   |                         |                    |
| Brücke über Wasserlauf |                   | Isuzugawa-hagawa        | Isuzugawa-hagawa   |
| Haltepunkt / Haltestelle | 21,4              | Matsushita (松下)       | 1963–              |
| ehemaliger Haltepunkt / Haltestelle | 25,4              | Ikenoura Seaside        | 1989–2020          |
| Strecke |                   | (池の浦シーサイド)      | 1989–              |
| Brücke über Wasserlauf |                   | Ise-Bucht               | Ise-Bucht          |
| Kreuzung geradeaus unten · Strecke von rechts |                   | Kintetsu Toba-Linie     | 1969–              |
| | 29,1              | Toba (鳥羽)             | 1911–              |
| Strecke |                   | Kintetsu Shima-Linie    | 1929–              |

Die Sangū-Linie (jap. 参宮線 Sangū-sen) ist eine Eisenbahnstrecke auf der japanischen Insel Honshū, die von der Bahngesellschaft JR Central betrieben wird. In der Präfektur Mie verbindet sie Taki mit Ise und Toba auf der Shima-Halbinsel. Der Name Sangū stammt von einem Kanji-Schriftzeichen, das eine Abkürzung für den Ausdruck „Pilgerreise zum Ise-Schrein“ ist (was einst auch dem Hauptzweck der Strecke entsprach).

## Streckenbeschreibung
Die in Kapspur (1067 mm) verlegte Strecke ist 29,1 km lang und nicht elektrifiziert. Sie bedient zehn Bahnhöfe, wobei an fünf Zwischenstationen Ausweichen bestehen; die Höchstgeschwindigkeit beträgt 100 km/h. Nördlicher Ausgangspunkt ist der Bahnhof Taki, wo die Sangū-Linie von der Kisei-Hauptlinie abzweigt. Die Strecke verläuft zunächst südost- und später ostwärts dem Rand der Ise-Ebene entlang. Im Bahnhof Iseshi, dem Hauptzugang zum Ise-Schrein, kreuzt sie sich mit der Kintetsu Yamada-Linie. Anschließend nähert sie sich der Küste der Ise-Bucht und erreicht diese bei Futaminoura. Sie überquert das Watt einer Nebenbucht auf einem Damm und endet schließlich im Bahnhof Toba im Norden der Shima-Halbinsel, wo auf die Kintetsu Shima-Linie umgestiegen werden kann.
Es besteht eine starke Konkurrenzsituation mit der Yamada-Linie und der Toba-Linie der Bahngesellschaft Kintetsu, die in einigen Kilometern Entfernung parallel verlaufen. Ursprünglich führte die Sangū-Linie von Kameyama nach Toba, doch der 42,5 km lange Abschnitt Kameyama–Taki wurde 1959 nach der Fertigstellung der Kisei-Hauptlinie an diese übertragen.

## Zugangebot
Im Fernverkehr verbindet der Rapid Mie stündlich Nagoya mit Yokkaichi, Tsu, Iseshi und Toba. Dieser Schnellzug ergänzt die regulären Nahverkehrszüge, indem er morgens und abends zwischen den Bahnhöfen Iseshi und Toba sowie nachts zwischen den Bahnhöfen Taki und Iseshi an jedem Bahnhof hält. Die meisten anderen Nahverkehrszüge, außer morgens und abends, nutzen teilweise die Kisei-Hauptlinie und fahren stündlich von Kameyama über Matsusaka und Iseshi nach Toba und zurück.

## Bilder

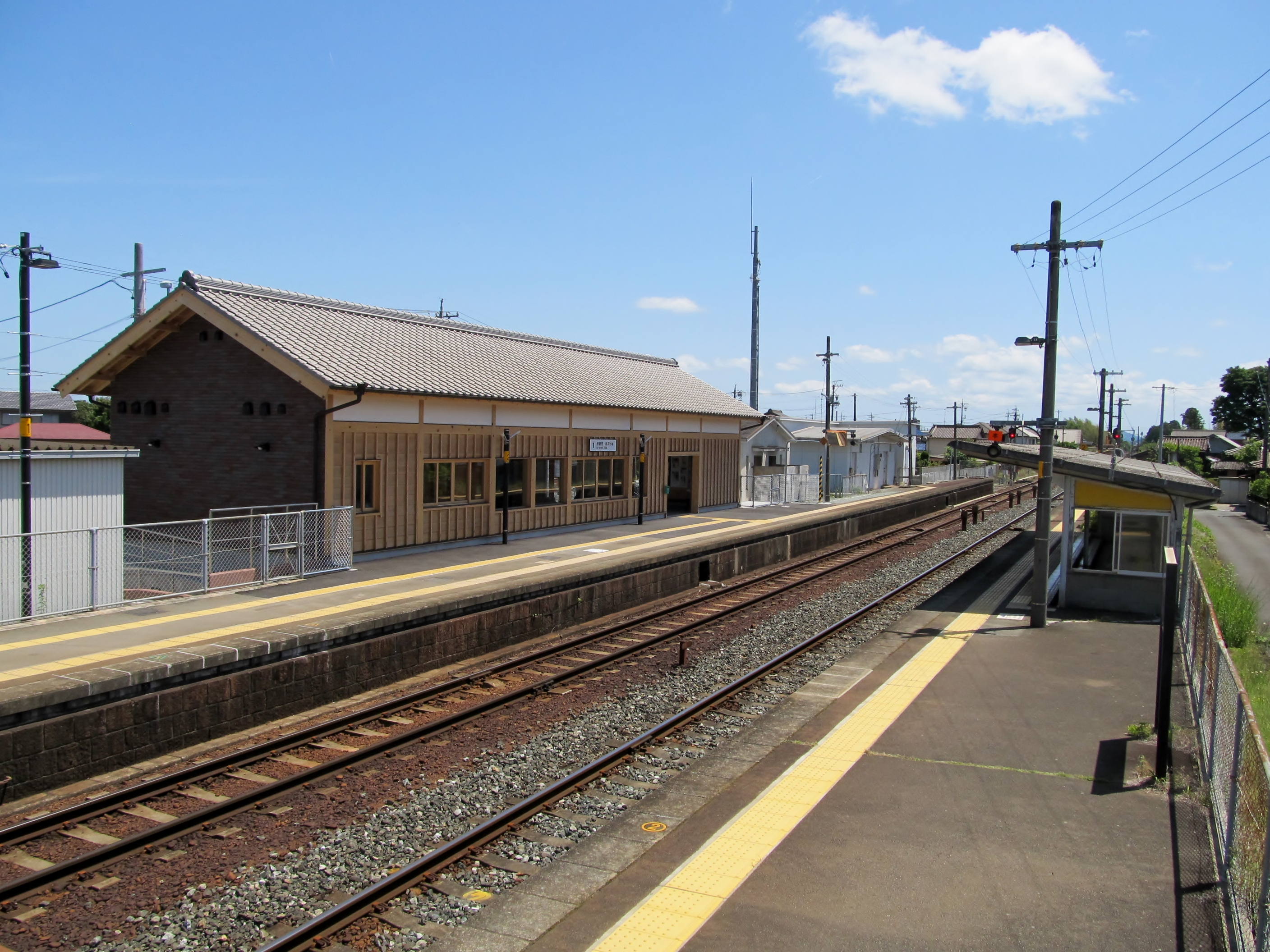
Bahnhof Tamaru
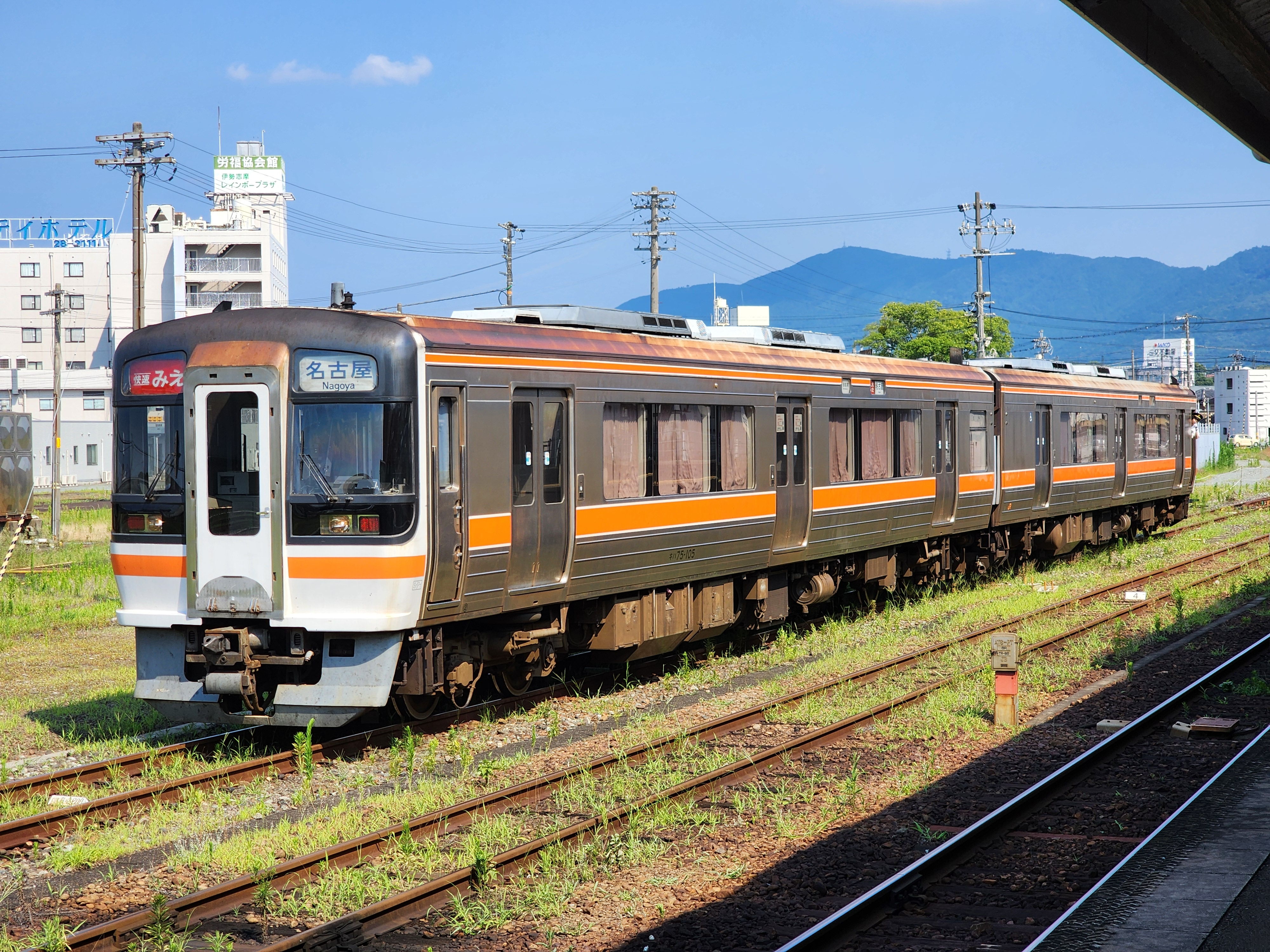
Triebzug der Baureihe KiHa 75 in Iseshi
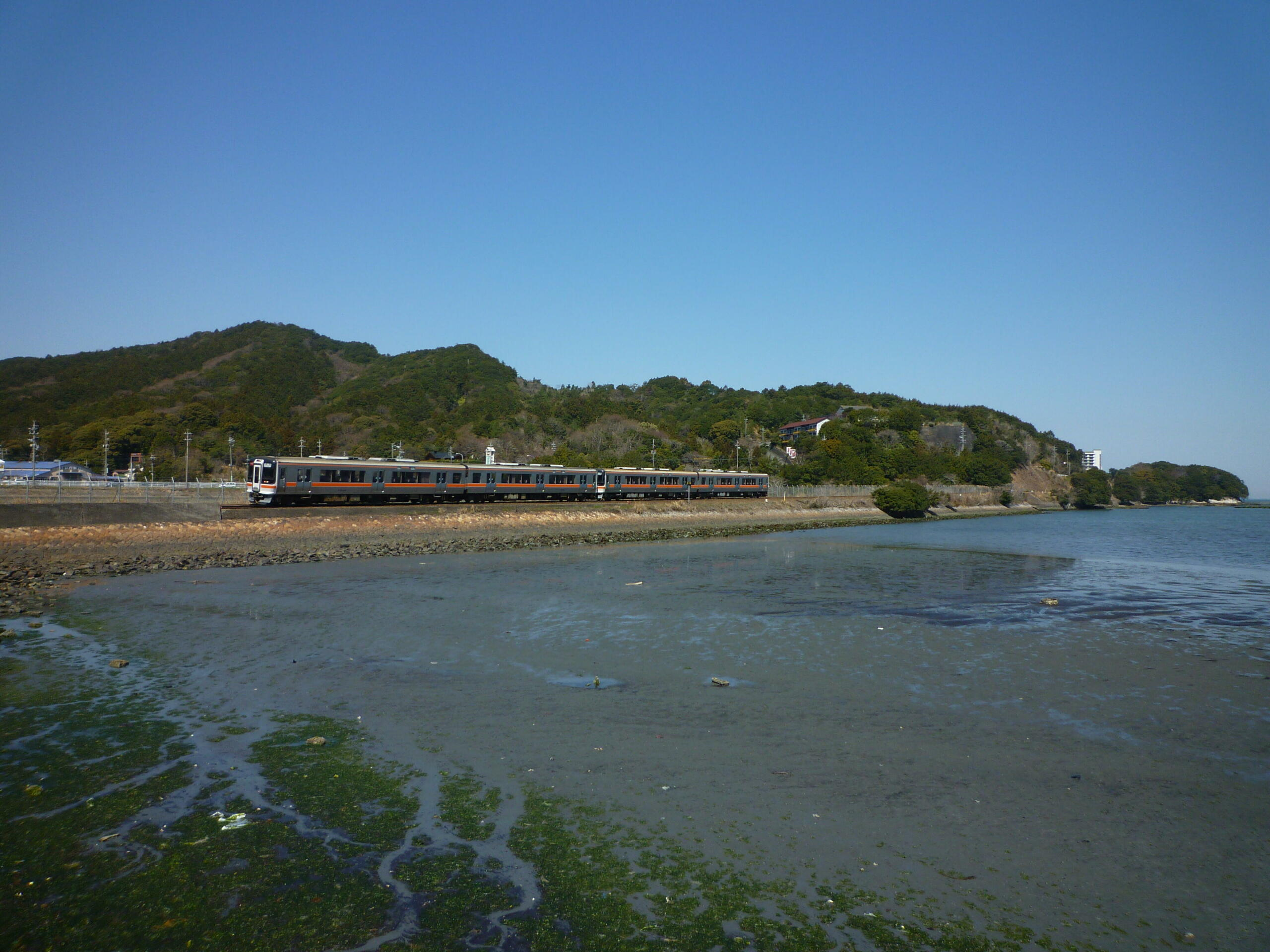
Rapid Mie im Watt zwischen Ikenoura Seaside und Toba
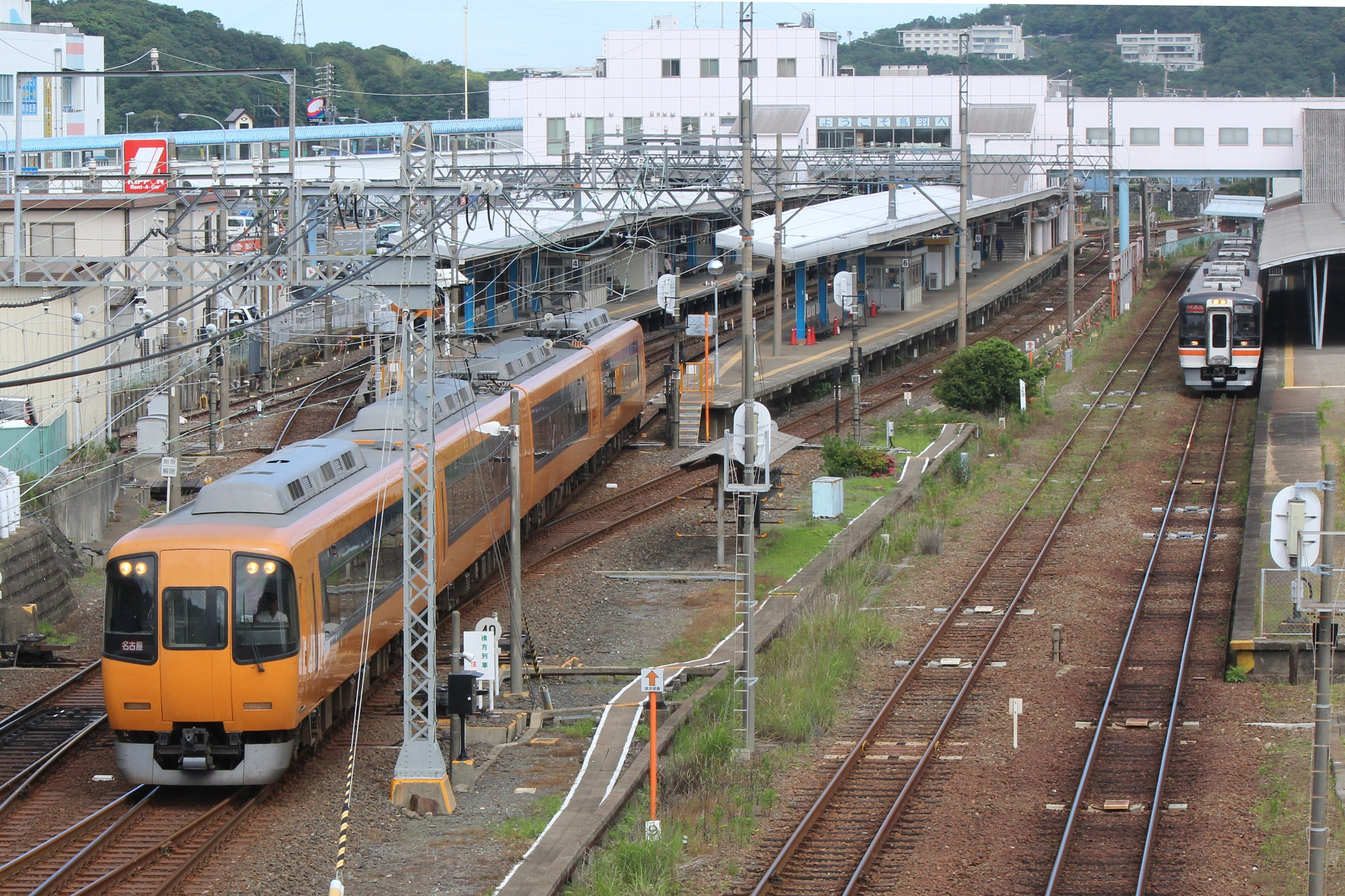
Bahnhof Toba

## Geschichte
Die private Bahngesellschaft Kansai Tetsudō eröffnete am 21. August 1891 den heute zur Kisei-Hauptlinie gehörenden Streckenabschnitt zwischen Kameyama und Ishinden. Wenige Wochen später folgte am 4. November die Verlängerung nach Tsu. Eine weitere Gesellschaft, die Sangū Tetsudō, setzte sich zum Ziel, eine Schienenverbindung zwischen der Kansai-Hauptlinie und dem vielbesuchten Ise-Schrein zu schaffen und so den Pilgerverkehr zum höchsten aller Shintō-Schreine noch weiter anzukurbeln. Sie nahm am 31. Dezember 1893 zunächst das Teilstück von Tsu über Taki nach Miyagawa in Betrieb. Am 11. November 1897 reichte die Strecke bis nach Iseshi, dem am nächsten zum Schrein gelegenen Bahnhof. Das Unternehmen erhielt die Genehmigung für die Verlängerung der Strecke nach Toba, doch noch bevor die Bauarbeiten begannen, ging die Sangū Tetsudō am 1. Oktober 1907 als Folge des vom japanischen Reichstag beschlossenen Eisenbahnverstaatlichungsgesetzes in staatlichen Besitz über.
Das Eisenbahnamt (das spätere Eisenbahnministerium) führte den Streckenbau aus und eröffnete den Abschnitt Iseshi–Toba am 21. Juli 1911. Es wird vermutet, dass die Aktionäre der Sangū Tetsudō versucht hatten, den Kaufpreis in die Höhe zu treiben. Noch vor der Übernahme beantragte das Unternehmen den Teilausbau auf Doppelspur und Elektrifizierung, was auch genehmigt wurde. Die staatliche Eisenbahn führte die Elektrifizierung letztlich nicht aus, begann aber mit dem Doppelspurausbau. Das zweite Gleis stand am 21. Februar 1909 zwischen Yamada-Kamiguchi und Iseshi zur Verfügung, am 29. September 1909 zwischen Akogi und Takachaya, am 30. Dezember 1909 zwischen Taki und Miyagawa und am 7. November 1911 zwischen Matsusaka und Tokuwa. Bis zum Ausbruch des Pazifikkriegs entwickelte sich die Sangū-Linie aufgrund des stetig zunehmenden Pilgerverkehrs zu einer national bedeutenden Strecke. Schnellzüge verkehrten direkt von und nach Tokio oder Osaka. Allerdings erhielt sie ab den 1920er Jahren Konkurrenz durch die elektrifizierten Strecken der Sangū Kyūkō Dentetsu, einer Vorgängerin von Kintetsu.
Im August und September 1944 ließ die Regierung die Doppelspurabschnitte zurückbauen, um die überschüssigen Gleise an anderen, kriegswichtigeren Orten verwenden zu können. Am 15. Oktober 1956 stießen im Bahnhof Rokken zwei Züge aufeinander und entgleisten, wobei 42 Menschen starben und 94 weitere Verletzungen erlitten; die Unfallursache war das Nichtbeachten eines Haltesignals durch einen der Lokomotivführer (siehe Eisenbahnunfall von Rokken). Mit der Fertigstellung der Kisei-Hauptlinie am 15. Juli 1959 ging der Abschnitt Kameyama–Taki an diese über. In den frühen 1960er Jahren plante die Japanische Staatsbahn den Wiederaufbau der Doppelspurabschnitte, doch die Konkurrenz durch Kintetsu wurde immer stärker, nachdem sie 1960 ihre Strecken an der Ise-Bucht auf Normalspur umgespurt hatte und damit Direktverbindungen nach Nagoya, Osaka sowie Kyōto ermöglichte.
1968 gab es erstmals Überlegungen, den Abschnitt Iseshi–Toba stillzulegen. Die Staatsbahn begnügte sich damit, dort am 1. Juli 1969 vorerst nur den Güterverkehr einzustellen. Von Dampflokomotiven gezogene Züge verkehrten letztmals am 30. Juli 1973. Die Einführung des Betriebsleitsystems CTC erfolgte am 21. Dezember 1983 und am 1. April 1986 stellte die Staatsbahn den Güterverkehr ganz ein. Im Rahmen der Staatsbahnprivatisierung ging die Strecke am 1. April 1987 in den Besitz der neuen Gesellschaft JR Central über. Um gegen Kintetsu bestehen können, führte die neue Besitzerin im März 1988 nach über zwei Jahrzehnten Unterbrechung wieder umsteigefreie Schnellzüge ab Nagoya ein. Zunächst verkehrten diese nur bis Matsusaka, ab März 1991 aber auch bis Toba.

## Liste der Bahnhöfe
KM = Kaisoku Mie (Rapid Mie)

● = alle Züge halten an diesem Bahnhof; ▲ = einzelne Züge halten hier; △ = alle Züge von/nach Iseshi halten hier
| Name                        | km   | KM | Anschlusslinien                          | Lage   | Ort    |
| --------------------------- | ---- | -- | ---------------------------------------- | ------ | ------ |
| Taki (多気)                 | 00,0 | ●  | Kisei-Hauptlinie                         | Koord. | Taki   |
| Tokida (外城田)             | 03,3 | △  |                                          | Koord. | Taki   |
| Tamaru (田丸)               | 07,0 | ▲  |                                          | Koord. | Tamaki |
| Miyagawa (宮川)             | 11,0 | ▲  |                                          | Koord. | Ise    |
| Yamada-Kamiguchi (山田上口) | 13,2 | △  |                                          | Koord. | Ise    |
| Iseshi (伊勢市)             | 15,0 | ●  | Kintetsu Yamada-Linie                    | Koord. | Ise    |
| Isuzugaoka (五十鈴ヶ丘)     | 17,9 | ▲  |                                          | Koord. | Ise    |
| Futaminoura (二見浦)        | 21,4 | ●  |                                          | Koord. | Ise    |
| Matsushita (松下)           | 23,7 | ▲  |                                          | Koord. | Ise    |
| Toba (鳥羽)                 | 29,1 | ●  | Kintetsu Toba-Linie Kintetsu Shima-Linie | Koord. | Toba   |